# Азербайджанский государственный аграрный университет
Азербайджанский государственный аграрный университет — сельскохозяйственное высшее учебное заведение Азербайджана.

## История
В 1920 году при Азербайджанском политехническом институте был открыт сельскохозяйственный факультет. 15 мая 1929 года в городе Баку решением Совета Народных Комиссаров Азербайджанской ССР создан Азербайджанский сельскохозяйственный институт.
Первым директором института был назначен народный комиссар земледелия Азербайджана Дадаш Буниятзаде.
Первоначально в институте существовало четыре факультета: растениеводства, животноводства, хлопководства и рыбного хозяйства.
В 1931 году Азербайджанский сельскохозяйственный институт переведён в город Гянджа.
Прием в институт непрерывно возрастал, достигая в отдельные годы 1200 абитуриентов. В годы Великой Отечественной войны 385 сотрудников и студентов института ушли на фронт. После войны институт значительно расширил свою деятельность. Были созданы новые кафедры, отделения и факультеты. 
В мае 1979 года институт награждён орденом «Знак Почета».  
17 июня 1991 года указом президента Азербайджанской Республики Азербайджанскому сельскохозяйственному институту был присвоен статус Академии (Азербайджанская сельскохозяйственная академия). 4 апреля 2009 года решением Совета Министров Азербайджана Академии присвоен статус университета.
В июне 2012 года АГАУ прошел аккредитацию Совета по аккредитации Министерства образования Азербайджана. 25 апреля 2024 года был создан "Гянджинский Государственный Аграрный Колледж" в составе АГАУ.

## Ректоры
- Мирдамед Садыгов (ноябрь 2008 — февраль 2013)[4]
- Ибрагим Джафаров (25 июля 2013 — 6 сентября 2022)[5][6]
- Зафар Гурбанов (c 31 августа 2023)[7]

## Здание университета
Административное здание Азербайджанского государственного аграрного университета было построено в XIX веке. 
В конце XIX века в этом здании функционировала Бакинская городская дума. C 16 июня по 17 сентября 1918 года в здании размещались Правительство и Национальный Совет Азербайджанской Демократической Республики.

## Структура
В университете обучаются более 3000 студентов, в том числе 120 магистрантов, 10 аспирантов, 45 диссертантов.
Общее количество сотрудников университета составляет приблизительно 1019 человек, в том числе:
- Профессорско-преподавательский состав — 445 человек
- Академики — 1
- Члены-корреспонденты АН — 1
- Заслуженные деятели науки — 2
- Профессоры и доктора наук — 29
- Доценты, кандидаты наук — 189
- Кандидаты наук — 41
- Старшие преподаватели, преподаватели, ассистенты — 182
- Учебно-вспомогательный состав — 208

## Факультеты
- Агрономический факультет
- Факультет агротехнологий (функционирует в здании бывшей Гянджинской мужской гимназии)
- Факультет ветеринарной медицины и фармакологи
- Факультет информационных технологий, агроинженерии и энергетики
- Факультет агрономической экономики

## Лаборатории
В университете функционируют пять участковых научных лабораторий, результат исследований которых планируется внедрять в производство.
- Лаборатория экологического мониторинга почвы и окружающей среды
- Лаборатория зерновых и бобовых культур
- Лаборатория по технологии выращивания и создания запаса генофонда фруктов, овощей и субтропических растений
- Научно-исследовательская участковая лаборатория по изучению инфекционных заболеваний в овцеводстве
- Лаборатория по использованию альтернативных источников энергии в аграрном секторе

## Список почетных докторов
- Вадим Анатольевич Бабушкин - ректор Мичуринского государственного аграрного университета РФ, доктор сельскохозяйственных наук, профессор
- Сергей Николаевич Волков - ректор Государственный университет по землеустройству РФ, заслуженный деятель науки РФ, академик МААО, академик РАН, профессор, доктор экономических наук, профессор
- Вайра Вике-Фрейберга - бывший Президент Латвийской Республики, сопредседатель Международного Совета Международного Центра Низами Гянджеви, профессор
- Владимир Баутин - профессор
- Исмаил Серагельдин - директор Александрийской библиотеки Египта, профессор
- Мохаммад Бабадоост - профессор Университета Иллинойс, США
- Гий Смахе - профессор Университет Гента, Бельгия
- Есполов Тлектес Исабаевич - ректор Казахского национального аграрного университета, академик НАН РК
- Джалилов Февзи Сеид-Умерович - профессор РГАУ-МСХА имени К.А. Тимирязева
- Младен Франко - проректор по учебной работе, Университет Новой Горицы, Словения